# Surjik

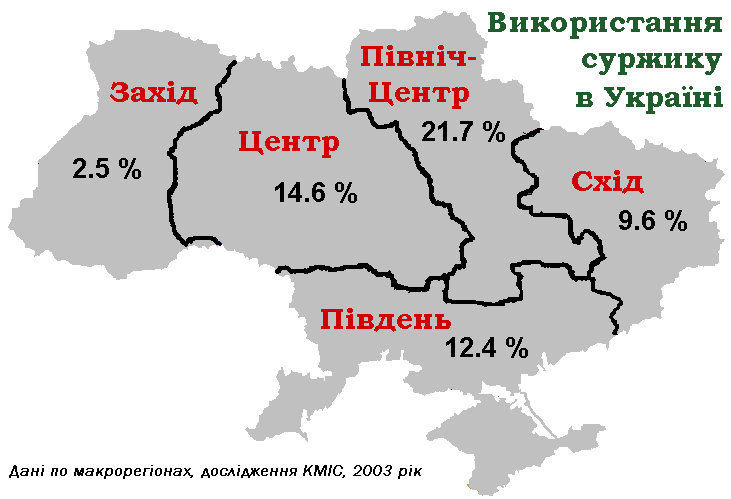
Răspândirea dialectului Surjik în Ucraina, conform datelor unui studiu din 2003

Denumirea de Surjik (în ucraineană суржик; provine de la cuvântul slavonic сурожь [suroj], ceea ce înseamnă un tip de pâine din amestec de făini, de exemplu grâu și secară) desemnează un amestec lingvistic ce include în componența sa elemente ale limbilor ucraineană cu cea rusă, și are utilizare în regiunile vecine cu Rusia ale Ucrainei, precum și în Republica Moldova.
Specific pentru surjik este amestecul dintre gramatica unei limbi și lexicul alteia.

## Apariție
Surjikul s-a format în rândul populației din mediul rural, ca urmare a proceselor de amestecare a dialectelor ucrainene cu rusă oficială, de-a lungul a peste 300 ani (anii 1660 - 1991) în Ucraina. 
Surjik în diferite regiuni și mass-media individuale are diferențe semnificative. De regulă, gramatica și pronunția (articulația,  intonația) sunt ucrainene, iar în cazul în care fenomenele fonetice și gramaticale rusești pătrund, rămân lexicalizate, afectând derivarea. În același timp, o parte mai mult sau mai puțin semnificativă a vocabularului în ceea ce privește lexicul, după experiența vorbitor de limbă, precum și intenția sa de exprimare este împrumutată din limba rusă.

## Exemple de Surjik
- На руском і на украінском. Як придеться. Уже смєшаний, уже смєшаний… В общєм — смєсь получилась і всьо. Немає такого чистого, шоб рускій ілі украінскій. Одне слово руське, друге — украінське…
- Шо ти можеш про це сказать? Будем ізучать чи нє?
- Шось я не пойму! Ти будеш платить ілі як?
- Шо ти щас робиш?